# Blue Edwards
Theodore Edwards, detto Blue (Washington, 31 ottobre 1965), è un ex cestista statunitense, professionista nella NBA e in Grecia.

## Carriera
È stato selezionato dagli Utah Jazz al primo giro del Draft NBA 1989 (21ª scelta assoluta).

## Statistiche

### College
| Anno      | Squadra             | PG | PT | MP   | TC%  | 3P%  | TL%  | RP  | AP  | PRP | SP  | PP   |
| --------- | ------------------- | -- | -- | ---- | ---- | ---- | ---- | --- | --- | --- | --- | ---- |
| 1986-1987 | E. Carolina Pirates | 28 | 26 | 31,3 | 56,1 | 25,0 | 73,9 | 5,6 | 1,9 | 1,3 | 0,5 | 14,4 |
| 1988-1989 | E. Carolina Pirates | 29 | 29 | 34,0 | 55,1 | 49,0 | 75,5 | 6,9 | 3,2 | 1,6 | 0,6 | 26,7 |
| Carriera  | Carriera            | 57 | 55 | 32,7 | 55,5 | 47,3 | 75,0 | 6,3 | 2,5 | 1,5 | 0,5 | 20,6 |

### NBA

#### Regular season
| Anno      | Squadra             | PG  | PT  | MP   | TC%  | 3P%  | TL%  | RP  | AP  | PRP | SP  | PP   |
| --------- | ------------------- | --- | --- | ---- | ---- | ---- | ---- | --- | --- | --- | --- | ---- |
| 1989-1990 | Utah Jazz           | 82  | 49  | 23,0 | 50,7 | 30,0 | 71,9 | 3,1 | 1,8 | 0,9 | 0,4 | 8,9  |
| 1990-1991 | Utah Jazz           | 62  | 56  | 26,0 | 52,6 | 25,0 | 70,1 | 3,2 | 1,7 | 0,9 | 0,5 | 9,3  |
| 1991-1992 | Utah Jazz           | 81  | 81  | 28,2 | 52,2 | 37,9 | 77,4 | 3,7 | 1,7 | 1,0 | 0,6 | 12,6 |
| 1992-1993 | Milwaukee Bucks     | 82  | 81  | 33,3 | 51,2 | 34,9 | 79,0 | 4,7 | 2,6 | 1,6 | 0,5 | 16,9 |
| 1993-1994 | Milwaukee Bucks     | 82  | 64  | 28,3 | 47,8 | 35,8 | 79,9 | 4,0 | 2,1 | 1,0 | 0,3 | 11,6 |
| 1994-1995 | Boston Celtics      | 31  | 7   | 16,4 | 42,6 | 25,6 | 89,6 | 2,1 | 1,5 | 0,6 | 0,3 | 7,1  |
| 1994-1995 | Utah Jazz           | 36  | 0   | 16,8 | 49,5 | 34,4 | 76,2 | 1,8 | 0,8 | 0,7 | 0,2 | 6,6  |
| 1995-1996 | Vancouver Grizzlies | 82  | 82  | 33,8 | 41,9 | 34,3 | 75,5 | 4,2 | 2,6 | 1,4 | 0,6 | 12,7 |
| 1996-1997 | Vancouver Grizzlies | 61  | 12  | 23,6 | 39,7 | 28,1 | 81,7 | 3,1 | 1,9 | 0,6 | 0,3 | 7,8  |
| 1997-1998 | Vancouver Grizzlies | 81  | 20  | 24,3 | 43,9 | 33,3 | 83,7 | 2,7 | 2,5 | 1,1 | 0,3 | 10,8 |
| 1998-1999 | Miami Heat          | 24  | 0   | 11,8 | 44,4 | 40,0 | 69,2 | 1,4 | 1,3 | 0,7 | 0,2 | 3,2  |
| Carriera  | Carriera            | 704 | 452 | 26,1 | 47,5 | 33,5 | 77,9 | 3,4 | 2,0 | 1,0 | 0,4 | 10,8 |

#### Play-off
| Anno     | Squadra   | PG | PT | MP   | TC%  | 3P%  | TL%  | RP  | AP  | PRP | SP  | PP   |
| -------- | --------- | -- | -- | ---- | ---- | ---- | ---- | --- | --- | --- | --- | ---- |
| 1990     | Utah Jazz | 5  | 0  | 18,8 | 53,8 | 33,3 | 87,5 | 3,6 | 1,6 | 1,4 | 0,4 | 7,2  |
| 1991     | Utah Jazz | 9  | 9  | 26,8 | 48,1 | 50,0 | 80,0 | 3,1 | 1,8 | 0,9 | 0,1 | 10,1 |
| 1992     | Utah Jazz | 16 | 7  | 22,1 | 46,8 | 20,0 | 71,9 | 3,2 | 1,1 | 1,4 | 0,2 | 8,1  |
| 1995     | Utah Jazz | 4  | 0  | 8,3  | 33,3 | 100  | -    | 1,5 | 0,8 | 0,5 | 0,0 | 2,3  |
| Carriera | Carriera  | 34 | 16 | 21,2 | 47,3 | 31,3 | 76,7 | 3,0 | 1,3 | 1,2 | 0,2 | 7,8  |

## Palmarès
- NBA All-Rookie Second Team (1990)